# Aeshna verticalis
Aeshna verticalis är en trollsländeart som beskrevs av Hagen 1861. Aeshna verticalis ingår i släktet mosaiktrollsländor, och familjen mosaiktrollsländor. Inga underarter finns listade i Catalogue of Life.

## Bildgalleri

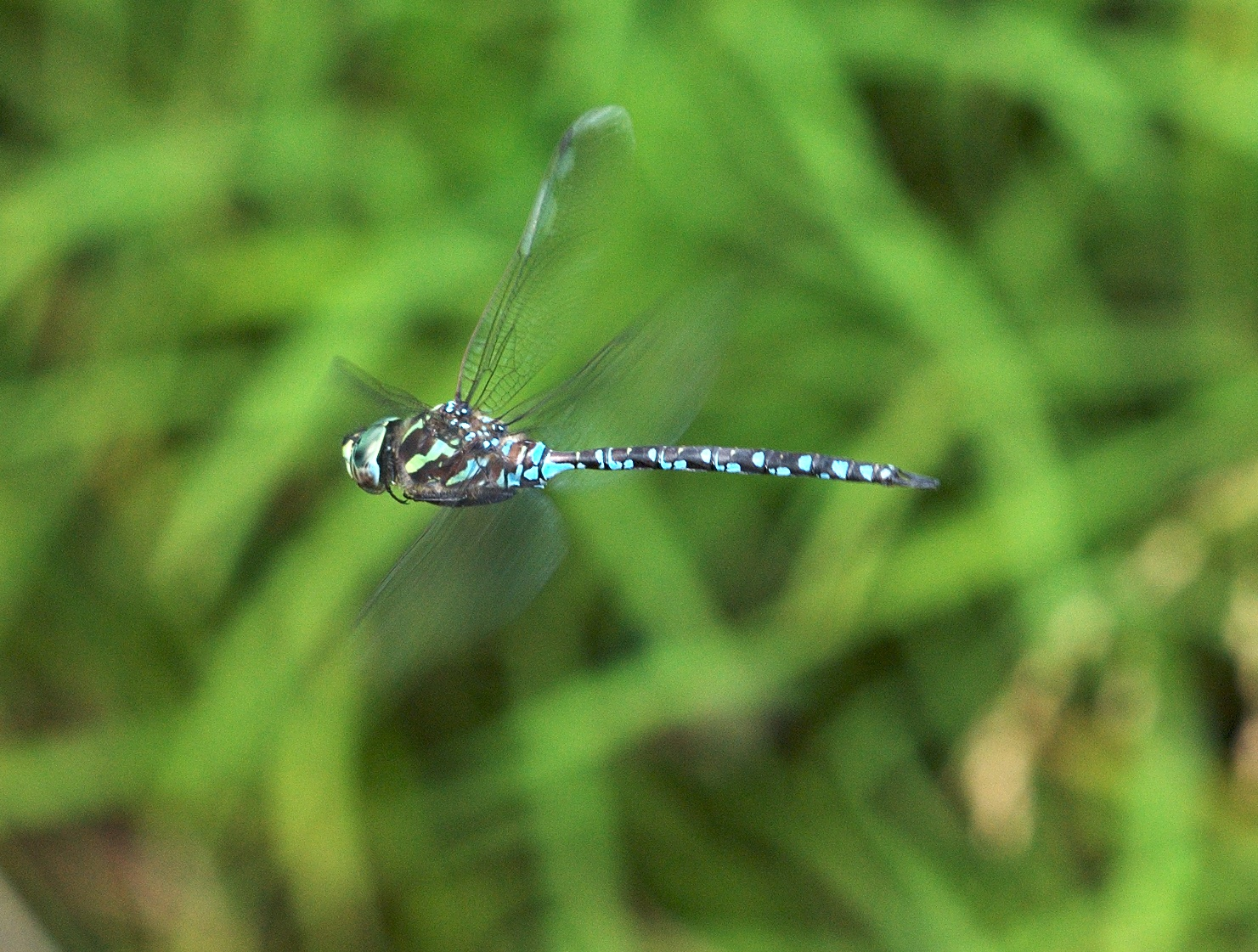